# Machovo číslo

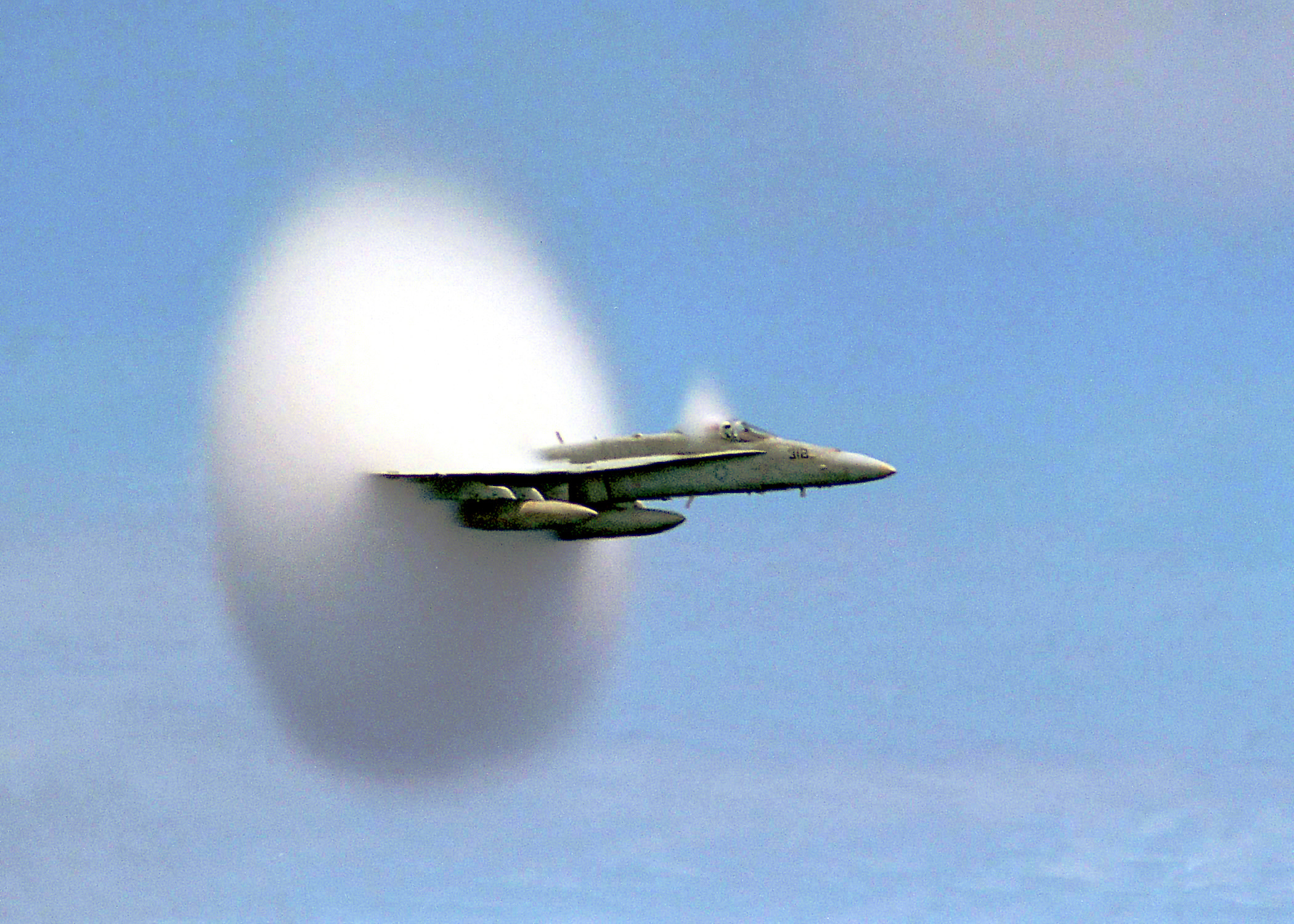
Stíhačka F/A-18 Hornet při překročení zvukové bariéry

Machovo číslo, symbol Ma (dle ČSN EN ISO 80000-11:2013) nebo zřídka M, je jedno z tzv. podobnostních čísel, tedy charakteristická bezrozměrná fyzikální veličina používaná v aerodynamice. Udává poměr rychlosti pohybu tělesa určitým prostředím k rychlosti šíření zvuku v témže prostředí. Je hojně užívaná v technické praxi – např. v letectví se tímto poměrem udává rychlost letadla (aktuální během letu nebo konstrukčně nejvyšší dosažitelná), třebaže vztažná rychlost šíření zvuku se mění (např. při změně teploty). Název nese po významném fyzikovi 19. století Ernstu Machovi, rodákovi z Chrlic.

## Výpočet Machova čísla
{\displaystyle \mathrm {Ma} ={\frac {v}{c}}},
kde v je rychlost pohybu tělesa, c je rychlost zvuku v daném prostředí. Rychlosti Ma menší než 1 jsou podzvukové, je-li Ma větší než 1, jedná se o rychlosti nadzvukové.
Machovo číslo patří k tzv. podobnostním číslům v aerodynamice. Používá se v oblasti vyšších až vysokých rychlostí, kde se projevuje vliv stlačitelnosti vzduchu.
Protože rychlost zvuku je funkcí teploty vzduchu, která se mění s výškou letu, je konkrétní hodnota rychlosti zvuku proměnná a platná právě pro konkrétní stav atmosféry a danou výšku letu.
Jako model pro technickou praxi se používá (nejen pro tyto účely) mezinárodní standardní atmosféra. U zemského povrchu odpovídá 1 Ma rychlosti asi 1 225 km·h−1 (340,3 m·s−1), ve stratosféře pak rychlosti 1 060 km·h−1.

## Překonání rychlosti zvuku
S jevy okolo překonávání zvukové bariéry souvisí i zvukový efekt, sonický třesk, k němuž dochází při pohybu letadla okolo hranice rychlosti zvuku (zejména při rychlostech těsně pod touto hranicí). S tímto dějem souvisí Machův kužel, který popisuje způsob šíření vzruchu od daného objektu (letadla) vzduchem. Machův kužel, resp. jeho špici okolo letadla, je možné, blížíme-li se rychlosti zvuku, pozorovat opticky díky extrémnímu zhuštění vodních par.
Tento jev se dnes s výhodou používá u moderních nadzvukových letadel k dosažení podzvukového obtékání nosných ploch. V případě nedostatečnosti se používají dodatečné konstrukční úpravy draku k vytvoření vhodného místa vzniku příslušných jevů, tzv. vířiče, viz třeba F/A-18E/F Super Hornet.
Tento jev se všemi důsledky z toho plynoucími byl pozorován až po Machově smrti. Jev se může objevit i u velkých bolidů, které velkou rychlostí proniknou do zemské atmosféry, celkem 9 supersonických třesků bylo zaznamenáno dne 15. února 2013 při pádu velkého bolidu nad ruským uralským městem Čeljabinskem. Tento jev zde tehdy způsobil, mimo jiné, poškození nejméně 100 tisíc metrů čtverečních tabulového skla v oknech a dveřích a četná poranění asi 1 000 osob.
V letadle rychlost zvuku poprvé překonal 14. října 1947 pilot Charles „Chuck“ Yeager na pokusném raketovém letadle Bell X-1, které bylo k tomuto účelu zkonstruováno. Yeagerovo prvenství zpochybňuje a činí si na ně nárok rovněž německý pilot Hans Guido Mutke, který tvrdil, že zvukovou bariéru překonal dne 9. dubna 1945 s letadlem Messerschmitt Me 262 Schwalbe. Toto tvrzení je však často zpochybňováno. Dalším člověkem, činícím si nárok na titul prvního nadzvukového pilota, je George Welch, který údajně překonal zvukovou bariéru 1. října 1947, tedy dva týdny před Bell X-1, v letadle North American XP-86 Sabre. Mohlo se tak stát však pouze při střemhlavém letu a na krátkou chvíli, protože ani Me 262 ani XP-86 nemohou překonat rychlost zvuku při vodorovném letu v jakékoli letové hladině.

## Označení vysokých rychlostí
| Označení                     | Ma        | Znaky                         |
| ---------------------------- | --------- | ----------------------------- |
| Subsonická rychlost          | < 0,8     |                               |
| Transsonická rychlost        | 0,8–1,2   |                               |
| Supersonická rychlost        | 1,2–5,0   |                               |
| Hypersonická rychlost        | 5,0–10,0  |                               |
| Vysoko-hypersonická rychlost | 10,0–25,0 |                               |
| Znovuvstupní rychlost        | > 25,0    | Tupý tvar, velký tepelný štít |

Pro porovnání: první kosmická rychlost v gravitačním poli Země činí asi 7,9 km/s = 22,82 Ma ve vzduchu a na úrovni mořské hladiny.